# كاساس دي دون بيدرو
بلدية كأساس دي دون بيدرو (بالإسبانية: Casas de Don Pedro)‏, هي إحدى بلديات مقاطعة بطليوس, التي تقع في منطقة إكستريمادورا, والتي تقع في غرب إسبانيا.
يبلغ عدد سكانها 1.737 نسمة وفقاً لإحصائية سنة (2002).